# Rudolf Blässy
Rudolf Blässy (Vienna, 3 novembre 1883 – ...) è stato un calciatore austriaco.

## Carriera

### Giocatore

#### Club
Nel 1902 gioca al Graphia.

#### Nazionale
Il 12 ottobre 1902 debutta in Nazionale, giocando Austria-Ungheria, prima partita della nazionale austriaca.

## Statistiche

### Cronologia presenze e reti in nazionale
| Cronologia completa delle presenze e delle reti in nazionale ― Austria | Cronologia completa delle presenze e delle reti in nazionale ― Austria | Cronologia completa delle presenze e delle reti in nazionale ― Austria | Cronologia completa delle presenze e delle reti in nazionale ― Austria | Cronologia completa delle presenze e delle reti in nazionale ― Austria | Cronologia completa delle presenze e delle reti in nazionale ― Austria | Cronologia completa delle presenze e delle reti in nazionale ― Austria | Cronologia completa delle presenze e delle reti in nazionale ― Austria |
| Data                                                                   | Città                                                                  | In casa                                                                | Risultato                                                              | Ospiti                                                                 | Competizione                                                           | Reti                                                                   | Note                                                                   |
| ---------------------------------------------------------------------- | ---------------------------------------------------------------------- | ---------------------------------------------------------------------- | ---------------------------------------------------------------------- | ---------------------------------------------------------------------- | ---------------------------------------------------------------------- | ---------------------------------------------------------------------- | ---------------------------------------------------------------------- |
| 12-10-1902                                                             | Vienna                                                                 | Austria                                                                | 5 – 0                                                                  | Ungheria                                                               | Amichevole                                                             | -                                                                      | Prima partita della nazionale austriaca                                |
| Totale                                                                 |                                                                        | Presenze                                                               | 1                                                                      |                                                                        | Reti                                                                   | 0                                                                      |                                                                        |